# Đấu kiếm tại Đại hội Thể thao Đông Nam Á 2019
Đấu kiếm tại Đại hội Thể thao Đông Nam Á năm 2019 diễn ra từ ngày 3 đến ngày 8 tháng 12 năm 2019 tại World Trade Center Metro Manila ở Pasay, Philippines. Môn thi đấu này có sự góp mặt của 162 vận động viên đến từ 10 quốc gia, thi đấu ở các nội dung cá nhân và đồng đội với ba loại kiếm: kiếm ba cạnh (épée), kiếm liễu (foil) và kiếm chém (sabre). Đoàn thể thao Singapore và Việt Nam đều giành được 4 tấm huy chương vàng.

## Bảng huy chương
| Hạng               | nation             | Vàng | Bạc | Đồng | Tổng số |
| ------------------ | ------------------ | ---- | --- | ---- | ------- |
| 1                  | Singapore (SGP)    | 4    | 3   | 6    | 13      |
| 2                  | Việt Nam (VIE)     | 4    | 2   | 4    | 10      |
| 3                  | Philippines (PHI)  | 2    | 2   | 7    | 11      |
| 4                  | Thái Lan (THA)     | 2    | 2   | 5    | 9       |
| 5                  | Malaysia (MAS)     | 0    | 2   | 1    | 3       |
| 6                  | Indonesia (INA)    | 0    | 1   | 1    | 2       |
| Tổng số (6 đơn vị) | Tổng số (6 đơn vị) | 12   | 12  | 24   | 48      |

## Tóm tắt kết quả

### Nam
| Kiếm ba cạnh cá nhân  | Nguyễn Tiến Nhật · Việt Nam                                                            | Koh I Jie · Malaysia                                                                                  | Noelito Jose Jr. · Philippines                                                                                 |  |  |  |
| Kiếm ba cạnh cá nhân  | Nguyễn Tiến Nhật · Việt Nam                                                            | Koh I Jie · Malaysia                                                                                  | Nguyễn Phước Đến · Việt Nam                                                                                    |  |  |  |
| Kiếm ba cạnh đồng đội | Việt Nam · Đặng Tuấn Anh · Nguyễn Phước Đến · Nguyễn Tiến Nhật · Trương Trần Nhật Minh | Singapore · Jefferson Cheong · Samson Lee · Simon Lee · Tan Weixuan                                   | Indonesia · Anggi Williansyah · Indra Jaya Kusuma · Nuraya Kadafie                                             |  |  |  |
| Kiếm ba cạnh đồng đội | Việt Nam · Đặng Tuấn Anh · Nguyễn Phước Đến · Nguyễn Tiến Nhật · Trương Trần Nhật Minh | Singapore · Jefferson Cheong · Samson Lee · Simon Lee · Tan Weixuan                                   | Thái Lan · Kantaphat Anupongkunkit · Chinnaphat Chaloemchanen · Korakote Juengamnuaychai · Nattiphong Singkham |  |  |  |
|                       |                                                                                        | | |  |  |  |
| Kiếm liễu cá nhân     | Chornnasun Mayakarn · Thái Lan                                                         | Hans Yoong · Malaysia                                                                                 | Nathaniel Perez · Philippines                                                                                  |  |  |  |
| Kiếm liễu cá nhân     | Chornnasun Mayakarn · Thái Lan                                                         | Hans Yoong · Malaysia                                                                                 | Joshua Ian Lim · Singapore                                                                                     |  |  |  |
| Kiếm liễu đồng đội    | Singapore · Kevin Jerrold Chan · Joshua Ian Lim · Darren Tan · Jet Ng                  | Thái Lan · Ratchanavi Deejing · Chornnasun Mayakarn · Phatthanaphong Srisawat · Suppakorn Sritang-orn | Malaysia · Hydeer Akson · Adam Tahir Johan · Xing Han Cheng · Hans Yoong                                       |  |  |  |
| Kiếm liễu đồng đội    | Singapore · Kevin Jerrold Chan · Joshua Ian Lim · Darren Tan · Jet Ng                  | Thái Lan · Ratchanavi Deejing · Chornnasun Mayakarn · Phatthanaphong Srisawat · Suppakorn Sritang-orn | Philippines · Shawn Felipe · Michael Nicanor · Nathaniel Perez · Jaime Viceo                                   |  |  |  |
|                       |                                                                                        | | |  |  |  |
| Kiếm chém cá nhân     | Vũ Thành An · Việt Nam                                                                 | Christian Concepcion · Philippines                                                                    | Clive Leu · Singapore                                                                                          |  |  |  |
| Kiếm chém cá nhân     | Vũ Thành An · Việt Nam                                                                 | Christian Concepcion · Philippines                                                                    | Voragun Srinualnad · Thái Lan                                                                                  |  |  |  |
| Kiếm chém đồng đội    | Việt Nam · Nguyễn Văn Quyết · Nguyễn Xuân Lợi · Tô Đức Anh · Vũ Thành An               | Thái Lan · Ruangrit Haekerd · Soravit Kitsiriboon · Voragun Srinualnad · Panachai Wiriyatangsakul     | Philippines · Eric Brando II · Christian Concepcion · Donnie Navarro · Eunice Villanueva                       |  |  |  |
| Kiếm chém đồng đội    | Việt Nam · Nguyễn Văn Quyết · Nguyễn Xuân Lợi · Tô Đức Anh · Vũ Thành An               | Thái Lan · Ruangrit Haekerd · Soravit Kitsiriboon · Voragun Srinualnad · Panachai Wiriyatangsakul     | Singapore · Choy Yu Yong · Fong Zheng Jie · Clive Leu · Ahmad Huzaifah Saharudin                               |  |  |  |

### Nữ
| Kiếm ba cạnh cá nhân  | Kiria Tikanah · Singapore                                                                      | Hanniel Abella · Philippines                                                           | Cheryl Lim · Singapore                                                                                           |  |  |  |
| Kiếm ba cạnh cá nhân  | Kiria Tikanah · Singapore                                                                      | Hanniel Abella · Philippines                                                           | Nguyễn Thị Như Hoa · Việt Nam                                                                                    |  |  |  |
| Kiếm ba cạnh đồng đội | Philippines · Hanniel Abella · Mickyle Bustos · Anna Estimada · Harlene Raguin                 | Singapore · Kiria Tikanah · Cheryl Lim · Victoria Lim · Rebecca Ong                    | Thái Lan · Kanyapat Meechai · Wijitta Takhamwong · Korawan Thanee · Pacharaporn Vasanasomsithi                   |  |  |  |
| Kiếm ba cạnh đồng đội | Philippines · Hanniel Abella · Mickyle Bustos · Anna Estimada · Harlene Raguin                 | Singapore · Kiria Tikanah · Cheryl Lim · Victoria Lim · Rebecca Ong                    | Việt Nam · Nguyễn Thị Như Hoa · Nguyễn Thị Trang · Trần Thị Thùy Trinh · Vũ Thị Hồng                             |  |  |  |
|                       |                                                                                                |                                                                                        | |  |  |  |
| Kiếm liễu cá nhân     | Amita Berthier · Singapore                                                                     | Maxine Wong · Singapore                                                                | Samantha Catantan · Philippines                                                                                  |  |  |  |
| Kiếm liễu cá nhân     | Amita Berthier · Singapore                                                                     | Maxine Wong · Singapore                                                                | Đỗ Thị Anh · Việt Nam                                                                                            |  |  |  |
| Kiếm liễu đồng đội    | Singapore · Amita Berthier · Denyse Chan · Maxine Wong · Tatiana Wong                          | Việt Nam · Đỗ Thị Anh · Lưu Thị Thanh Nhàn · Nguyễn Thị Thu Phương · Nguyễn Thu Phương | Philippines · Samantha Catantan · Maxine Esteban · Wilhelmina Lozada · Justine Gail Tinio                        |  |  |  |
| Kiếm liễu đồng đội    | Singapore · Amita Berthier · Denyse Chan · Maxine Wong · Tatiana Wong                          | Việt Nam · Đỗ Thị Anh · Lưu Thị Thanh Nhàn · Nguyễn Thị Thu Phương · Nguyễn Thu Phương | Thái Lan · Nunta Chantasuvannasin · Sasinpat Doungpattra · Chayanutphat Shinnakerdchoke · Ploypailin Thongchampa |  |  |  |
|                       |                                                                                                |                                                                                        | |  |  |  |
| Kiếm chém cá nhân     | Jylyn Nicanor · Philippines                                                                    | Diah Permatasari · Indonesia                                                           | Jolie Lee · Singapore                                                                                            |  |  |  |
| Kiếm chém cá nhân     | Jylyn Nicanor · Philippines                                                                    | Diah Permatasari · Indonesia                                                           | Tonpan Pokeaw · Thái Lan                                                                                         |  |  |  |
| Kiếm chém đồng đội    | Thái Lan · Pornsawan Ngernrungruangroj · Tonpan Pokeaw · Tonkhaw Phokaew · Bandhita Srinualnad | Việt Nam · Bùi Thị Thu Hà · Đỗ Thị Tâm · Lê Minh Hằng · Phùng Thị Khánh Linh           | Singapore · Ann Lee · Jolie Lee · Lee Kar Moon · Jessica Ong                                                     |  |  |  |
| Kiếm chém đồng đội    | Thái Lan · Pornsawan Ngernrungruangroj · Tonpan Pokeaw · Tonkhaw Phokaew · Bandhita Srinualnad | Việt Nam · Bùi Thị Thu Hà · Đỗ Thị Tâm · Lê Minh Hằng · Phùng Thị Khánh Linh           | Philippines · Kemberly Camahalan · Allaine Cortey · Queen Dalmacio · Jylyn Nicanor                               |  |  |  |